# Zagrożenie biologiczne

Międzynarodowy symbol zagrożenia biologicznego

Mianem zagrożenia biologicznego określa się organizmy lub substancje pochodzenia organicznego, które stanowią zagrożenie dla zdrowia człowieka. Mogą to być odpady medyczne, np. mikroorganizmy, wirusy lub toksyny (pochodzenia biologicznego), które mogą zagrażać życiu człowieka. Zagrożeniem biologicznym mogą być również substancje stanowiące zagrożenie dla zwierząt. Substancje takie są oznaczane specjalnym symbolem (patrz obraz powyżej ). Substancje te stanowią zagrożenie w użytkowaniu, dlatego nie powinny być użytkowane przez osoby nieznające procedur obchodzenia się z nimi. Symbol zagrożenia biologicznego zakodowany w systemie Unicode ma kod U+2623.
Substancje stanowiące zagrożenie biologiczne podczas transportu mogą być oznaczone 4 kodami (Numer UN):
- UN 2814 – substancje zakaźne działające na ludzi
- UN 2900 – substancje zakaźne działające na zwierzęta
- UN 3373 – preparaty diagnostyczne, preparaty kliniczne lub substancje pochodzenia biologicznego
- UN 3291 – odpady medyczne

## Poziomy zagrożenia biologicznego

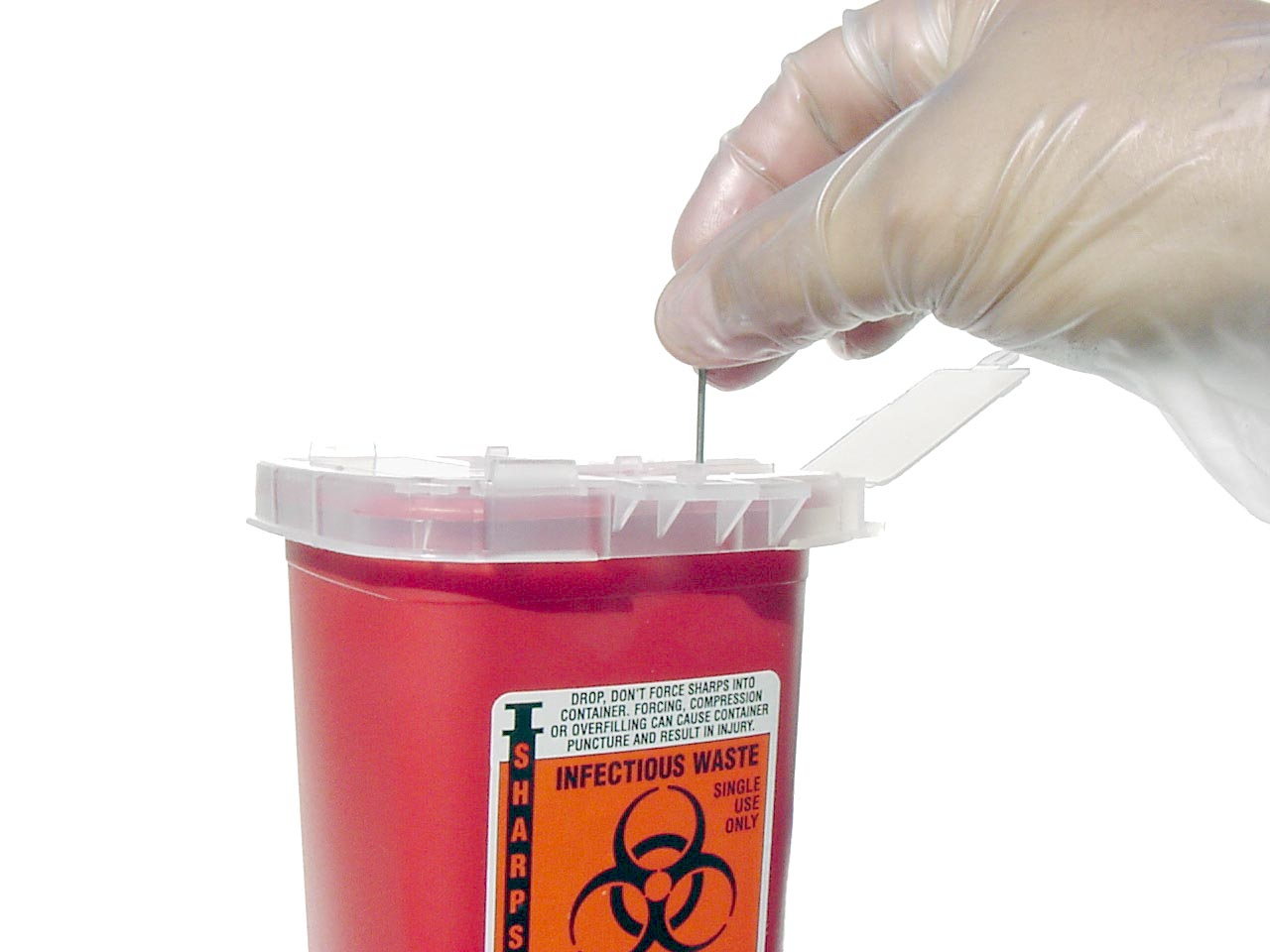
Pojemnik na zużyte igły

- Zagrożenie biologiczne poziomu 1. – Pożyteczne bakterie i wirusy z rodzaju Bacillus substilis, Escherichia coli, varicella, które nie są zakaźne. W tym poziome zagrożenie biologiczne jest minimalne. Zazwyczaj takie odpady są usuwane razem (chociaż zalecane jest oddzielnie) z innymi śmieciami. Procedury dekontaminacji na tym poziomie są podobne jak współczesne metody z oczyszczania z wirusów. W środowisku laboratoryjnym wszystkie materiały mające kontakt z bakteriami i/lub kulturami bakterii są oczyszczane w autoklawie.

- Zagrożenie biologiczne poziomu 2. – Różne bakterie i wirusy o średniej zaraźliwości dla człowieka, lub które są trudne w unieszkodliwieniu aerozolem w laboratorium, np. wirusy WZW typu A, B lub C, wirus grypy typu A, bakterie powodujące boreliozę, salmonella, wirus świnki, odry i HIV.

- Zagrożenie biologiczne poziomu 3. – Bakterie i wirusy, które mogą wywołać ciężkie, fatalne w skutkach choroby u ludzi, ale dla których istnieją odpowiednie szczepionki, np. wąglik, Gorączka Zachodniego Nilu, SARS, ospa, gruźlica, tyfus, gorączka doliny Rift, gorączka plamista.

- Zagrożenie biologiczne poziomu 4. – Wirusy, które mogą wywołać ciężkie choroby u ludzi i dla których szczepionki nie są dostępne, np. argentyńska gorączka krwotoczna, filowirusy (wirus Marburg i Ebola) i gorączka Lassa.

Przeczytaj ostrzeżenie dotyczące informacji medycznych i pokrewnych zamieszczonych w Wikipedii.